# 伊達泰宗
伊達 泰宗（だて やすむね、1959年（昭和34年）2月9日 - ）は、伊達宗家34代当主。伊達政宗から数えて18代目。

## 来歴・人物
33代当主・伊達貞宗の子として東京都に生まれる。東京育ちだったが、父の死後仙台市に移り住んだ。宮城教育大学中退。
1987年（昭和62年）には、伊達政宗の生涯を描いたNHK大河ドラマ『独眼竜政宗』の監修も担当し、オープニングでもクレジットされ、第21回「修羅の母」の冒頭で伊達政宗公352遠忌法要の模様を紹介する所でインタビューで出演した。また1994年（平成6年）に、安土桃山時代に絶縁した旧広島藩主浅野家と398年ぶりに和解の茶事を執り行った。
学芸員の資格をもち、伊達家ゆかりの歴史遺産等の修復等も手がける、歴史の専門家である。瑞鳳殿資料館の館長、伊達泰山文庫主宰、東北放送文化事業団理事などを務め、政宗関連グッズや支倉常長関連グッズの販売も手掛けている。
妻は森トラストの伊達美和子。
毎年5月に開催される「仙台・青葉まつり」では山鉾に乗った仙台市長、雀踊りの仙台市民らに先んじ、大パレードの先頭集団として行進する武者行列（仙台藩士会）の先頭を歩く。
正月には瑞鳳殿参拝客に挨拶をしている。

## 論文・著書・監修

### 論文
- 『伊達家墳墓における出土遺物の保存対策』
- 『米国博物館・美術館における展示方法と保存対策について』
- 『仙台伊達家三藩主のDNA鑑定による科学的家系図作成の試み』

### 著書
- 『伊達泰山文庫シリーズ 現代版伊達治家記録』
  1. 『伊達綱村以降歴代藩主の墓』
  2. 『伊達家系譜と家紋』
  3. 『経ヶ峯伊達家墓所とその歴史』
  4. 『伊達氏系図（巻一）中世期における伊達家の歴史』
  5. 『伊達氏系図（巻二）戦国武将から近世大名へ・伊達政宗の時代』
  6. 『瑞鳳殿遺跡発掘調査概報 伊達政宗の遺骨と副葬品』
  7. 『伊達騒動 寛文事件要説』
  8. 『伊達政宗の南蛮遣使 慶長遣欧使節要説』
  9. 『仙台藩家臣団の概要』
  10. 『伊達政宗人物誌 －伊達政宗年表－』
- 『独眼竜政宗の素顔』
- 『伊達家の秘話』

### 監修
- 『伊達家史叢談-復刻-』
- NHK大河ドラマ「独眼竜政宗」

### その他
- 創作バレエプロデュース伊達政宗公演「ジュリア」原作